# ブーティー
ブーティー (booty) とは、以下のような物が、その呼称で呼ばれている。
- ハイカット・スニーカーにブーツのような装飾が付いたもの。
- パンプスとブーツを合体させた様なもの。
- パンプスとショートブーツの中間くらいの丈の履物。本稿ではこれについて記述する。

## 概要
ブーティーはブーツの一種で、2007年の秋・冬の流行となり、雑誌などで広く紹介されるようになった。それ以降は急に廃れる事もなく、女性ファッションのアイテムとして定着しつつある。